# Riverview (Canada)
Riverview is een plaats (town) in de Canadese provincie New Brunswick en telt 17.832 inwoners (2006). De oppervlakte bedraagt 33,88 km².
De plaats ligt aan de Petitcodiac River.